# World RX de Barcelona

Trazado del circuito.

El World RX de Cataluña es un evento de Rallycross en España válido para el Campeonato Mundial de Rallycross. La carrera se celebró por primera vez en la temporada 2015, en el Circuit de Barcelona-Catalunya en la localidad de Montmeló, en Cataluña.
En 2015 y 2016, el evento se denominó "World RX de España", cambiando su nombre en 2017 y 2018 por "World RX de Barcelona". Desde 2019, se denomina "World RX de Cataluña".
Debido a la pandemia de COVID-19, en 2020 se celebraron dos citas consecutivas. La primera se denominó "World RX de Pirineus-Barcelona 2030", en apoyo a la candidatura de Barcelona para los Juegos Olímpicos de Invierno de 2030. La segunda, que se celebró al día siguiente, mantuvo el nombre habitual de "World RX de Cataluña".

## Ganadores
| 2015 | Timmy Hansen         | Petter Solberg       | Johan Kristoffersson | Timmy Hansen         | Timmy Hansen         | Johan Kristoffersson | Petter Solberg       |
| Año  | Ganador Qualifying 1 | Ganador Qualifying 2 | Ganador Qualifying 3 | Ganador Qualifying 4 | Ganador Semifinal 1  | Ganador Semifinal 2  | Ganador Final        |
| 2016 | Timmy Hansen         | Mattias Ekström      | Johan Kristoffersson | Johan Kristoffersson | Mattias Ekström      | Timur Timerzyanov    | Mattias Ekström      |
| 2017 | Johan Kristoffersson | Toomas Heikkinen     | Mattias Ekström      | Andreas Bakkerud     | Johan Kristoffersson | Mattias Ekström      | Mattias Ekström      |
| 2018 | Mattias Ekström      | Petter Solberg       | Petter Solberg       | Timmy Hansen         | Petter Solberg       | Mattias Ekström      | Johan Kristoffersson |
| 2019 | Timmy Hansen         | Timmy Hansen         | Timmy Hansen         | Timmy Hansen         | Timmy Hansen         | Kevin Hansen         | Timmy Hansen         |
| 2020 | Johan Kristoffersson | Andreas Bakkerud     | Johan Kristoffersson | -                    | Johan Kristoffersson | Timmy Hansen         | Timmy Hansen         |
| 2020 | Mattias Ekström      | Mattias Ekström      | Andreas Bakkerud     | -                    | Johan Kristoffersson | Andreas Bakkerud     | Johan Kristoffersson |
| 2021 | Timmy Hansen         | Johan Kristoffersson | Johan Kristoffersson | Johan Kristoffersson | Timmy Hansen         | Kevin Hansen         | Kevin Hansen         |